# Eupholini
Tribu
Eupholini est une tribu de coléoptères de la famille des Curculionidae et de la sous-famille des Entiminae.

## Liste des genres
Selon NCBI (1 mars 2015) :
- genre Celebia
- genre Gymnopholus

Selon[réf. nécessaire]
- Celebia
- Episomellus
- Eupholus
- Gymnopholus
- Monoscapha
- Penthoscapha
- Rhinoscapha